# إرنست سوندرز
إرنست سوندرز (بالإنجليزية: Ernest Saunders)‏ هو مدير بريطاني، ولد في 21 أكتوبر 1935 في النمسا.